# Villa La Santarella

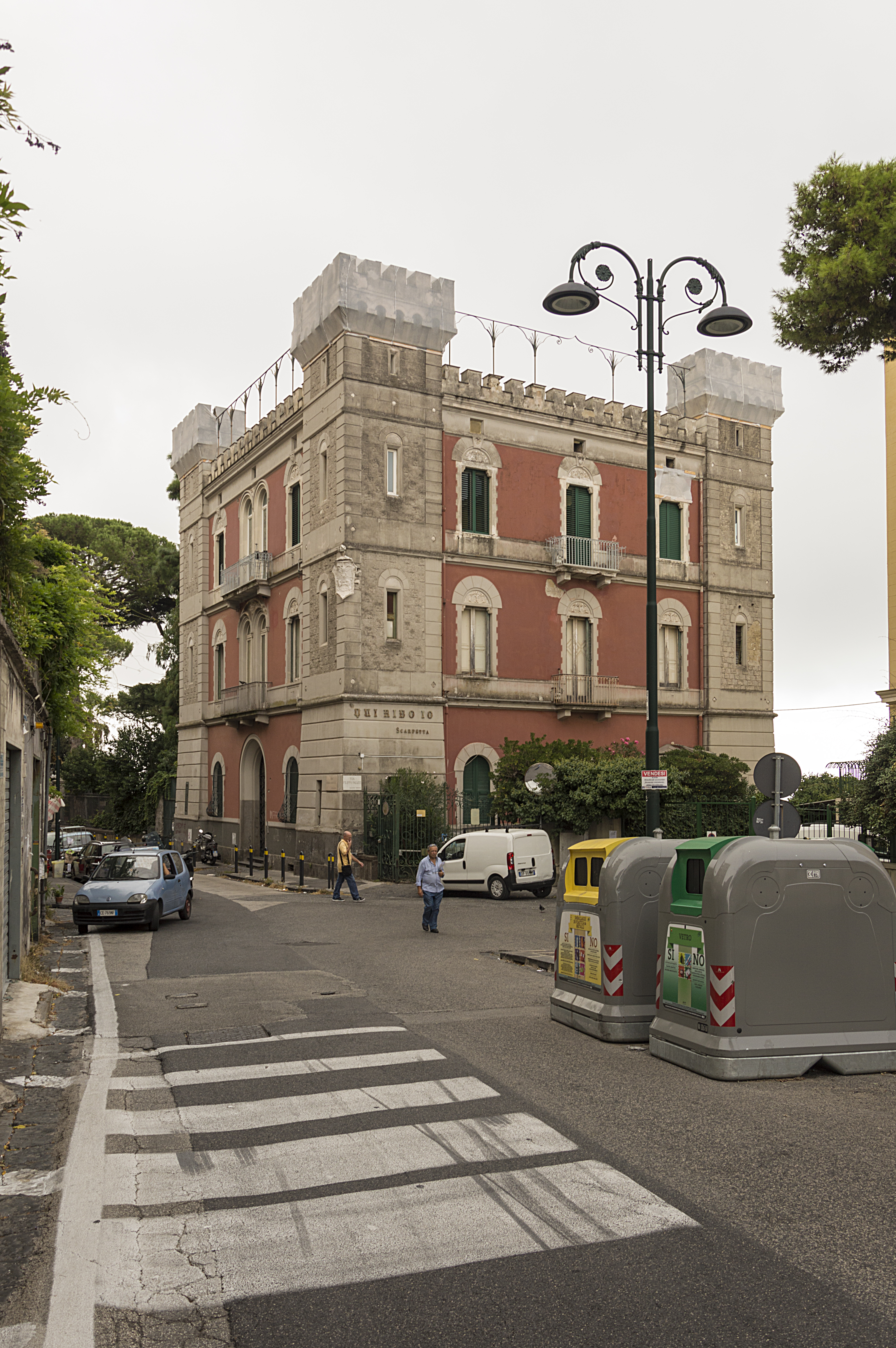
Villa La Santarella in Neapel

Die Villa La Santarella (auch Villa Santarella) ist ein Landhaus aus dem 19. Jahrhundert im Viertel Vomero von Neapel in der italienischen Region Kampanien. Sie liegt in der Via Luigia Sanfelice an der Ecke zur Via Filippo Palizzi.

## Namensherkunft
Die Villa wurde nach einer der erfolgreichsten Komödien von Eduardo Scarpetta, „Na santarella“, benannt: Von dem Erlös genau dieser Komödie bezahlte der Autor den Bau dieses Gebäudes und im Empfangssalon zeigt ein Halbrelief aus Stuck eine der Hauptszenen dieser Komödie.
Der Name „La Santarella“ bezeichnet im Ortsteil Petraio die gesamte Gegend, die aus einer Abfolge von Kurven der Straßen Sanfelice, Palizzi und Toma besteht, und den Komplex der Jugendstilvillen, die an diesen Straßen liegen.

## Beschreibung

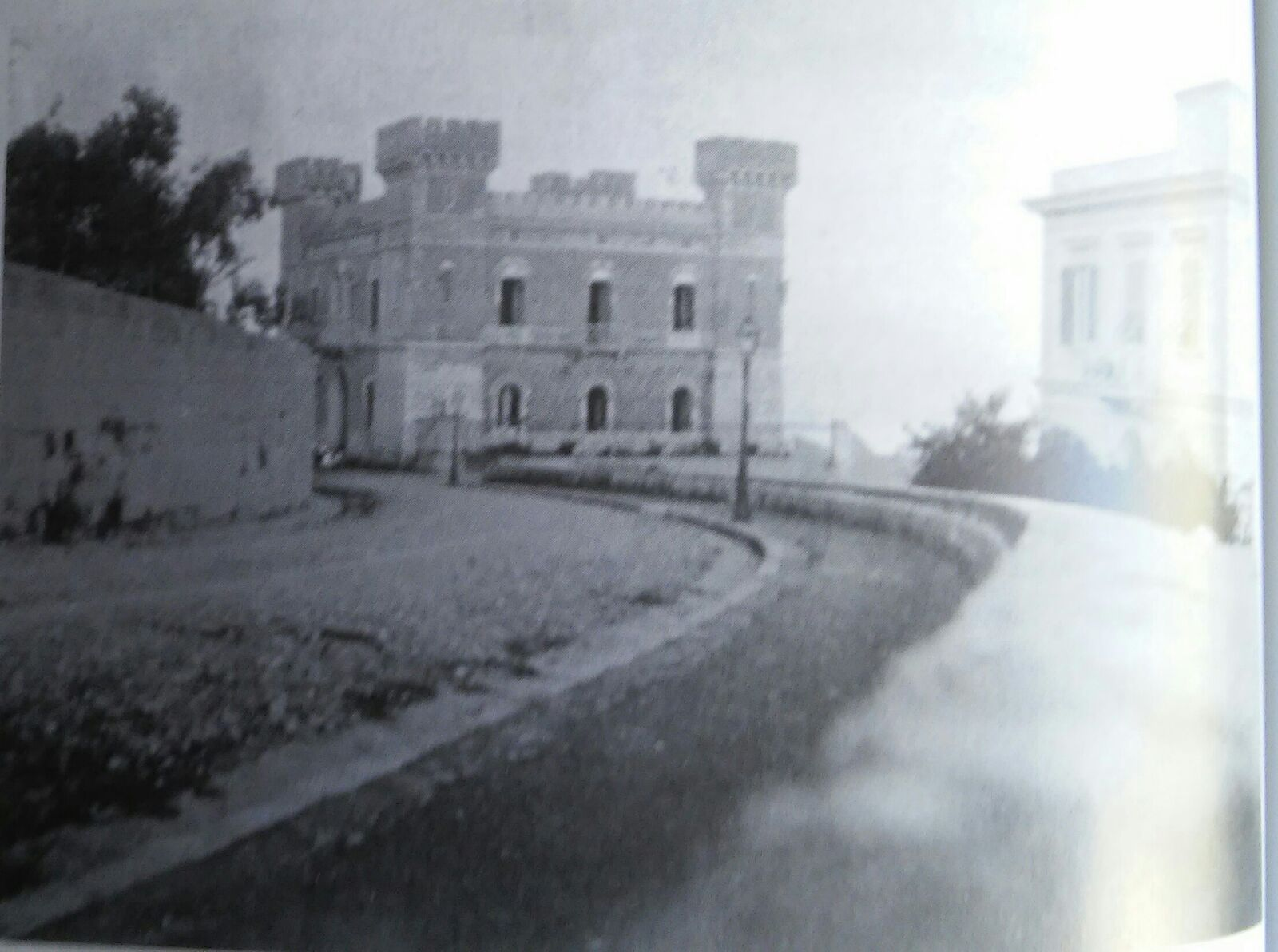
Villa Santarella Ende des 19. Jahrhunderts

### Fassaden
Das Gebäude, ein typisches Jugendstilwerk, wurde als kleine Burg Ende des 19. Jahrhunderts im Stile der Neurenaissance für den Komödienautor Eduardo Scarpetta gebaut, und zwar nach den genauen Vorgaben des Autors.
Das Bauwerk mit quadratischem Grundriss, das ursprünglich zwei Stockwerke hatte und später auf drei Stockwerke erweitert wurde, ist an den Ecken mit vier vorspringenden und zinnenbewehrten Türmen versehen; aus diesem Grunde sagte Scarpetta einmal: „pare nu cumò sotto e ’ncoppa!“ (dt.: Es sieht aus wie eine umgedrehte Kommode). An die Fassade ließ Scarpetta schreiben: „Qui rido io“ (dt.: Hier lache ich). Er wollte damit ausdrücken, dass, wenn sein Publikum über die Verse seiner Komödien im Theater lachte, an diesem Ort der Erholung er es war, der darüber lachte. Später, im Jahre 1911, musste Scarpetta die Villa verkaufen, weil seine Gattin Angst hatte, dort allein zu wohnen, wenn ihr Gatte auf Tournee war.

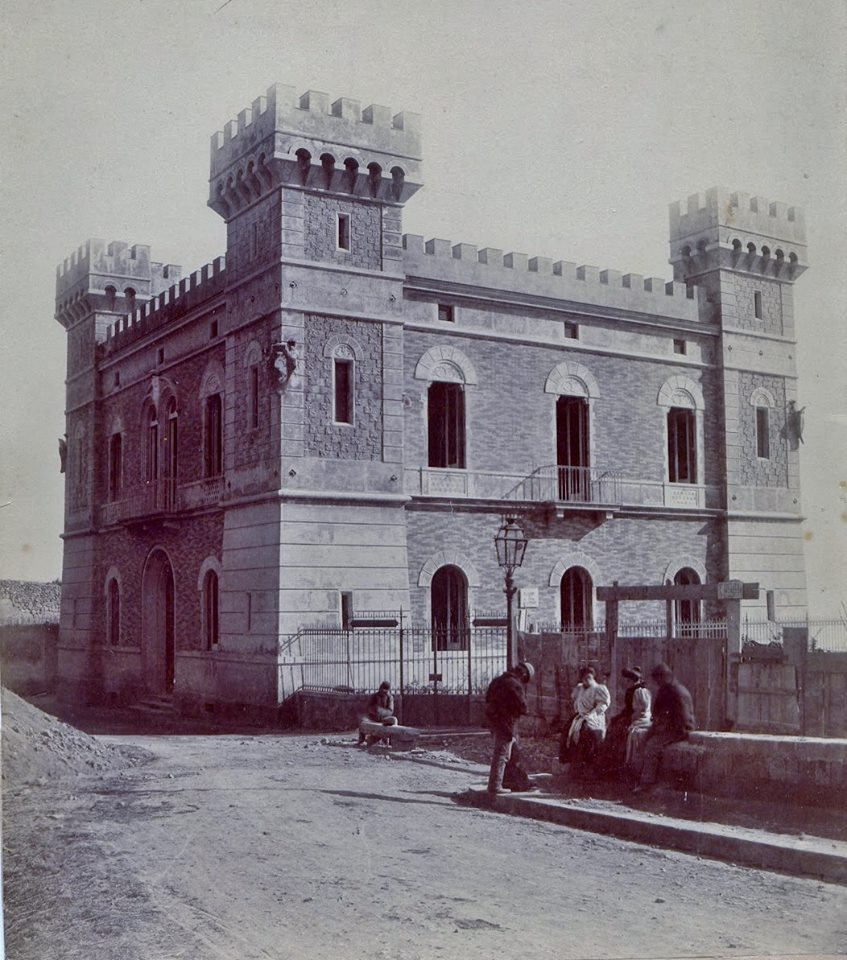
Weiteres Foto der Villa Santarella Ende des 19. Jahrhunderts

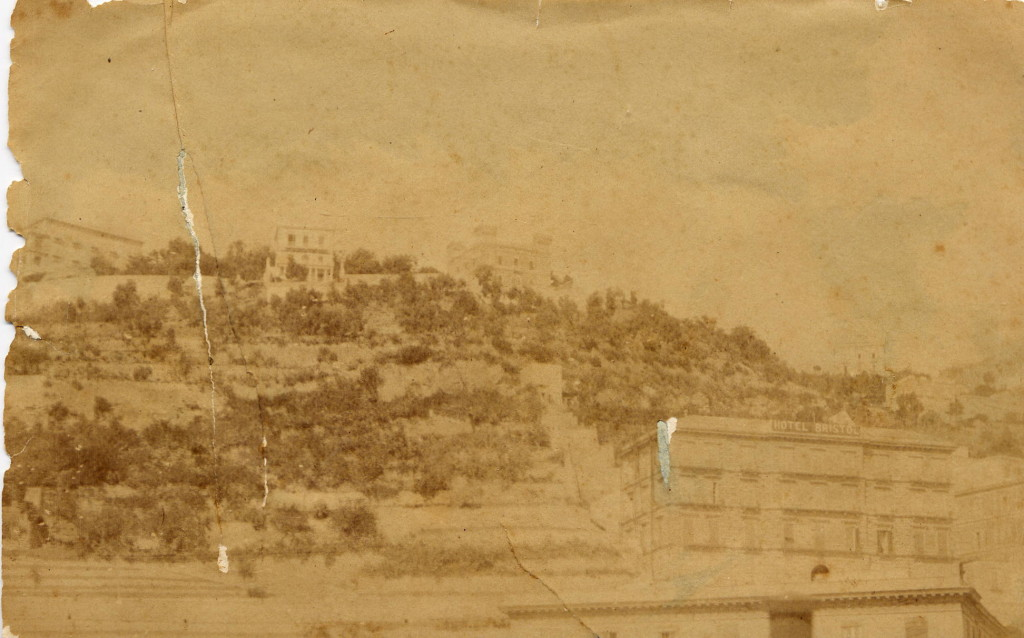

### Innenräume
Im Empfangssalon des Palastes gibt es eine Statue von Eduardo Scarpetta in Lebensgröße. In der Nähe des Aufzugs ist eine weitere Statue aufgestellt: Die der Schauspielerin, die die Rolle der Santarella gespielt hatte.

## Interessante Fakten
- Auf vielen Bildern der Villa vom Ende des 19. und Anfang des 20. Jahrhunderts sind nur zwei und nicht drei Stockwerke, wie heute, zu sehen. Die Aufstockung fand vermutlich um die Mitte des 20. Jahrhunderts statt.
- Im Landstrich ‚‚Trepuzzi‘‘ (Lecce) gibt es eine Kopie dieses Gebäudes, die nur wenige Jahre später im Auftrag eines Militärangehörigen aus Neapel errichtet wurde, der eine Adlige aus dieser Gegend heiratete. Besonders interessant ist das Detail, dass dieses Gebäude bis heute das Aussehen der originalen „Santarella“, also ohne die Aufstockung, besitzt. Der Name dieses Gebäudes lautet „Villa Elvira“, aber ursprünglich hieß es „Casina Bice“. Heute ist es eine luxuriöse Einrichtung für Empfänge („Castle Elvira“).